# Geszer (stanowisko archeologiczne)
Geszer (hebr. גשר; ang. Gesher) – stanowisko archeologiczne położone w pobliżu kibucu Geszer w Dolinie Jordanu na północy Izraela. Znajdują się tutaj pozostałości starożytnej osady, której najstarsze ślady pochodzą z około 8000 roku p.n.e.

## Geografia
Miejsce stanowiska archeologicznego jest położone na wysokości 245 m p.p.m. w depresji Doliny Jordanu, na północy Izraela. Leży na południowym brzegu strumienia Nachal Tawor, który pół kilometra na wschód od tego miejsca wpada do rzeki Jordan. Okoliczny teren jest stosunkowo płaski, jednak w kierunku zachodnim stromo wznosi się ku płaskowyżom Wyżyny Sirin i Ramot Jissachar. W sąsiedztwie jest położony kibuc Geszer.

## Historia

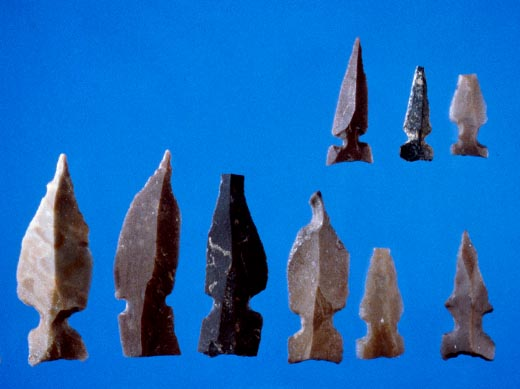
Groty strzał z krzemienia znalezione w Geszer

Wykopaliska archeologiczne odkryły w tym miejscu ślady osadnictwa ludzkiego z około 8000 roku p.n.e. Pierwsze badania odbyły się w latach 1986-1987, i były nadzorowane przez Josefa Garfinkela z Uniwersytetu Hebrajskiego w Jerozolimie. Stwierdził on obecność śladów osadnictwa z dwóch okresów. Badania były kontynuowane w latach 2002-2004 przez Susan Cohen z Montana State University w Bozeman.
We epoce wczesnego neolitu istniała tutaj niewielka wioska składająca się z kilku okrągłych struktur. Z tego okresu pochodzą znalezione groty strzał z krzemienia. Jednak najważniejszym odkryciem są pozostałości warsztatu w którym wytwarzano wyroby z bazaltu. Tutejsze wyroby oraz narzędzia były wysyłane między innymi do Jerycha. W tym też okresie rozpoczęło się rozwijać rolnictwo. Raport końcowy z wykopalisk i badań tego okresu opublikowano w 2006 roku .
W epoce brązu (ok. 2000 rok p.n.e.) miejsce to służyło jako nekropolia. Odkryto tutaj około 20 miejsc pochówku wykutych w twardych osadach rzecznych. Groby zostały użyte do indywidualnych pochówków, i nigdy później nie były wykorzystywane ponownie. Umożliwiło to archeologom analizę i poznanie dawnych zwyczajów pogrzebowych, w tym pozycję składania zmarłego do grobu oraz ilość i rodzaj składanych przy nim artefaktów. W czterech grobach odnaleziono włócznię i topory wykonane z brązu. Raport końcowy z wykopalisk na nekropolii opublikowano w 2007 roku .

## Turystyka
Stanowisko archeologiczne jest popularnym miejscem wycieczek turystycznych. Wśród pobliskich stawów hodowlanych urządzono miejsca rekreacji ze stołami piknikowymi dla całych rodzin. Można tu także obejrzeć dawny most kolejowy linii Doliny. Został on wybudowany w 1904 roku z białego kamienia. Według legendy, pod mostem rozbójnicy ukryli skarby. Jest to popularne miejsce wycieczek z dziećmi.

## Transport
W pobliżu stanowiska przebiega droga nr 90.